# Цибла

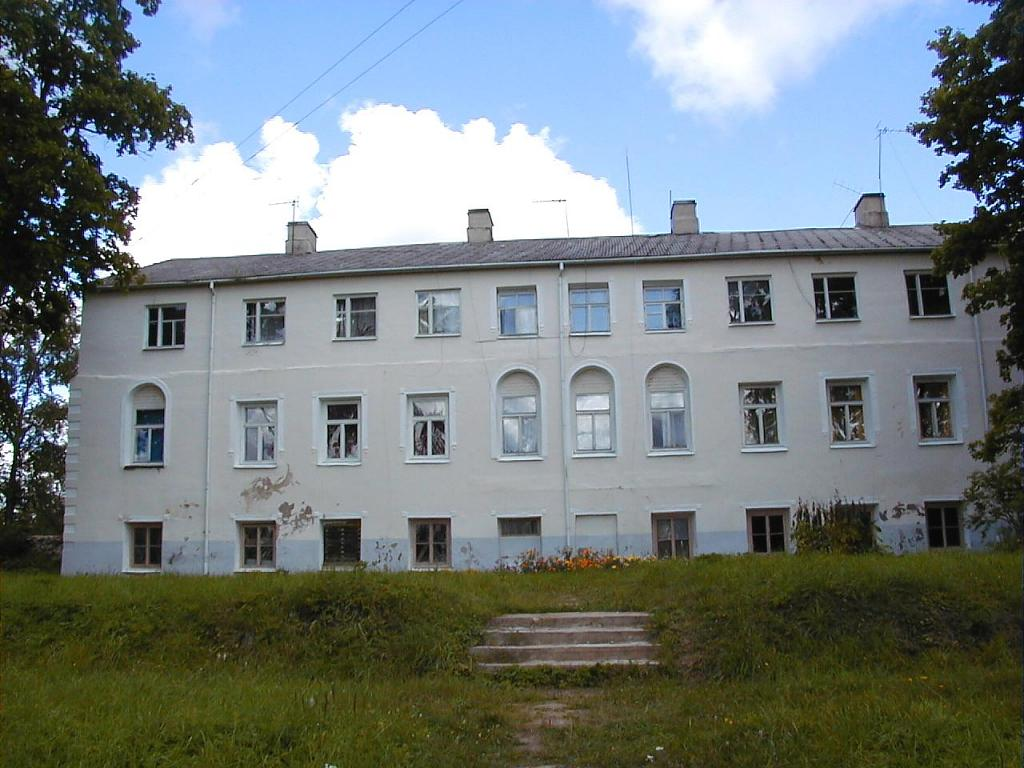
Поместье Эверсмуйжа

Ци́бла (латыш. Cibla) — населённый пункт в Циблском крае Латвии. Административный центр Циблинской волости. Находится на левом берегу реки Лжа. Расстояние до города Лудза составляет около 12 км.
По данным на 2017 год, в населённом пункте проживало 180 человек. Есть волостная администрация, средняя школа, народный дом, аптека, фельдшерско-акушерский пункт, католическая церковь, краеведческий музей, поместье Эверсмуйжа.

## История
Впервые упоминается в 1739 году как поместье Эверсмуйжа. В 1925 году село получило нынешнее название Цибла.
В советское время населённый пункт был центром Циблского сельсовета Лудзенского района. В селе располагалась центральная усадьба колхоза им. Ленина.